# Saludos Amigos
Saludos Amigos er en amerikansk animationsfilm fra 1942, produceret af Walt Disney og er den 6. film i rækken af Disneys klassikere. Filmen er bygget af 4 segmenter med hver deres historer fra latinamerika og de har hver deres hovedpersoner. Landene der omhandles i filmen er Brasilien,Argentina,Chile og Peru.

## Handling

### 1. segment: Lake Titicaca
I dette segment, besøger turisten Anders And Lake Titicaca og mødes med nogle af de lokale mennesker, herunder en stædig lama.

### 2. segment: Pedro
Pedro en lille flyvemaskine fra Chile, der udøver sit allerførste flyvetur til afhentning luftpost fra Mendoza, med næsten katastrofale resultater. Dette segment blev senere løsladt teatralsk som et selvstændigt kort, den 13. maj 1955 af RKO Pictures. Skuffet over Pedro som det billede, som omverdenen havde i Chile, begyndte tegneren René Ríos Boettiger (Pepo) en af de mest berømte latinamerikanske tegneserie magasiner: Condorito.

### 3. segment: El Gaucho Goofy
I dette segment, får den amerikanske cowboy Fedtmule taget på mystisk vis til den argentinske pampas for at lære hvordan de indfødte Gauchoer lever. Dette segment blev senere redigeret for filmens Gold Classic Collection VHS / DVD-udgivelse for at fjerne en scene, hvor Fedtmule ryger en cigaret. Denne redektion vises igen på Classic Caballeros Collection DVD. Denne sekvens er siden blevet restaureret som mange fans har bedt om den u-klippede version. Den komplette u-klippet film er tilgængelig som en bonus på Walt & El Grupo DVD-udgivelsen.

### 4. segment: Aquarela do Brasil
Aquarela do Brasil (på dansk "Vandfarve af Brasilien"), finalen af filmen, indebærer en helt ny karakter, José Carioca, som viser Anders And rundt i Sydamerika og indføre ham til samba (til tonerne af "Brazil" og "Tico-Tico nej Fubá").

## Idé/formål
Walt Disney ville med denne film sende en venskabelig hilsen deres venner Latinamerika/sydamerika, for at bevare det stærke bånd til kontinentet og USA.

## Fodnoter
1. ↑  Artikel på Canalblog (Fransk) (Webside ikke længere tilgængelig)
2. ↑  Artikel på Schnittberichten (Tysk)
3. ↑  Artikel på DVD Dizzy (Engelsk) (Webside ikke længere tilgængelig)
4. ↑  Artikel på DVD Dizzy (Engelsk) (Webside ikke længere tilgængelig)